# Rajada ondulada
La rajada ondulada, la clavellada, la clavellada ondulada, l'escrita, l'escrita vera, la rajada, la rajada ordinària o la rajada vera (Raja undulata) és una espècie de peix de la família dels raids i de l'ordre dels raïformes. present a l'oceà Atlàntic oriental (des del sud d'Irlanda i d'Anglaterra fins al Senegal, incloent-hi les Illes Canàries) i la Mediterrània.
És capturat amb soltes, tresmalls i bous d'arrossegament. És inofensiu per als humans.

## Morfologia
Els mascles poden assolir 100 cm de longitud total. Té el cos aplanat dorsiventralment, de manera que la boca, els orificis nasals i els cinc parells d'obertures branquials es troben en posició ventral. Dorsalment queden els ulls i, darrere, els espiracles en forma de mitja lluna. Les dues aletes pectorals estan fusionades al cap i al tronc, i constitueixen un disc de forma romboïdal molt característic. La cara dorsal d'aquest disc presenta una coloració bruna o gris verdosa no uniforme, amb bandes sinuoses més fosques rivetades de punts blancs. Com els taurons, la pell està coberta per denticles dèrmics, escates més o menys punxegudes que li donen un toc aspre semblant al paper de vidre, especialment als marges del disc. Algunes d'aquestes escates es transformen en espines ben aparents, distribuïdes en tres o cinc fileres al llarg de la cua.

## Ecologia
És un peix marí, de clima subtropical (53°N-15°N, 19°W-36°E) i demersal que viu entre 50–200 m de fondària sobre els fons de sorra o fang.
És ovípar i el període reproductor s'estén de març a setembre. Els mascles presenten òrgans copuladors a les aletes ventrals, amb la qual cosa té fecundació interna, tal com succeeix als taurons i les vaques. Pon ous embolcallats en càpsules rectangulars que queden subjectades al fons gràcies als filaments que surten dels quatre angles de l'estoig.
Menja animals bentònics: petits cucs, crancs i cloïsses, les closques de les quals tritura fàcilment amb les seues dents planes, disposades en mosaic.